# ミルコ・コルサーノ
ミルコ・コルサーノ（Mirko Corsano, 1973年10月28日 - ）は、イタリアの元男子バレーボール選手。カザラーノ出身。ポジションはリベロ。元イタリア代表。

## 来歴
元々はウイングスパイカーで、ウジェントにあるジュニアチームでバレーを学ぶ。当時セリエC2のウジェントから、1990年にセリエA1のパルマへ移籍し、2度のリーグ優勝を経験した。その後、複数のクラブでのプレーを経て、1999年から在籍したマチェラータでは、2006年に自身にとって3度目となるリーグ優勝に貢献した。2010年、A1へ再昇格したMローマへ移籍した。
1998年8月13日、フィデンツァで行われたオーストラリア戦で代表デビューを飾り、イタリア代表として通算202試合に出場。2000年シドニーオリンピックで銅メダル獲得に貢献した。
2004年アテネオリンピックでは、ダミアーノ・ピッピに代表の座を明け渡したが、翌年から再びナショナルチームに招集され、2008年北京オリンピックに出場。大会中に怪我をしながらもチームに貢献し、ベストリベロ賞を受賞。2005年ワールドグランドチャンピオンズカップ、2001年欧州選手権、2005年欧州選手権、1999年ワールドリーグにおいても、ベストリベロ賞を受賞した。

## 球歴
ナショナルチーム代表歴
- オリンピック - 2000年（銅メダル）、2008年（4位）
- 世界選手権 - 1998年（金メダル）、2002年（5位）、2006年（5位）
- ワールドグランドチャンピオンズカップ - 2005年（3位）
- ワールドリーグ - 1999年、2000年（優勝）
- 欧州選手権 - 1999年、2005年（優勝）、2001年（準優勝）

クラブチーム優勝歴
- セリエA1 - 1992年、1993年、2006年
- コッパ・イタリア - 1992年、2001年、2003年、2008年
- CEVカップ - 1992年、2001年、2005年、2006年
- 欧州チャンピオンズリーグ - 2002年

## 所属クラブ
- パッラヴォーロ・パルマ （1990-1994年）
- Castellano Grotte （1994-1996年）
- ローマ・バレー （1996-1997年）
- Villa d'Oro Pallavolo Modena （1997-1998年）
- アシステル・ミラノ （1998-1999年）
- ルーベ・マチェラータ （1999-2010年）
- Mローマ・バレー （2010-2012年）